# Coniothyrium rosarum
Coniothyrium rosarum är en svampart som beskrevs av Cooke & Harkn. 1882. Coniothyrium rosarum ingår i släktet Coniothyrium och familjen Leptosphaeriaceae.   Inga underarter finns listade i Catalogue of Life.